# Friedrich Tenkrat
Friedrich Tenkrat (* 18. Dezember 1939 in Wien; † 27. August 2022 ebenda) war ein österreichischer Autor von Trivialromanen, der unter anderem unter den Pseudonymen A. F. Morland, Brian Ford, Edgar Tarbot und Anne Karen publiziert hat.

## Leben
Der Sohn eines Wiener Straßenbahnfahrers erlernte den Beruf des Schriftsetzers und arbeitete als Korrektor bei der Süddeutschen Zeitung, ehe er freischaffender Schriftsteller wurde. Tenkrat war ab 1966 verheiratet und hatte zwei erwachsene Kinder. Er lebte nahe seiner Heimatstadt Wien.

## Werk
Friedrich Tenkrat schrieb seit 1969 vor allem Romane im Bereich des Romantic Thrillers. Diese Form der Literatur wurde bei der Verlagsunion Erich Pabel – Arthur Moewig (VPM) lange Jahre in der Reihe Gaslicht gepflegt. Hier erschienen auch die meisten Werke Tenkrats. Ihm wurde darüber hinaus die Ehre zuteil, den ersten Roman für die Reihe Gaslicht Taschenhefte verfassen zu dürfen, sein Titel: Haus der Verfluchten. Friedrich Tenkrats Romanhandlungen spielen dem Genre gemäß vor allem in finsteren Häusern, Parks und Wäldern vor dem Hintergrund rätselhafter Verbrechen.
Friedrich Tenkrat verfasste auch für die Bastei-Kriminalromanheftserie Jerry Cotton sehr viele Romane und Taschenbücher (unter anderem Jubiläums-Taschenbuch 500 „Lebenslänglich für Phil Decker“).
Im Laufe der Jahre schrieb er an sehr vielen verschiedenen Serien und Reihen mit, überwiegend für die großen Romanheftverlage Bastei, Kelter und Pabel-Moewig. Seit 1969 schrieb er an folgenden Romanserien/-reihen mit:
12-Uhr-Krimi, Fledermaus, Kommissar X, Franco Solo, John Cameron, Mark Baxter, Sam & Sally, Callgirl 2000, Inspektor Kennedy, Gespenster-Krimi, Marshal Western, Lassiter, Silber Grusel-Krimi, Geister-Krimi, Dämonenkiller, Vampir-Horrorroman, Professor Zamorra, Tony Ballard, Geisterjäger John Sinclair, Gaslicht, Spuk-Roman, Geheimnis-Roman, Melissa, Mitternachts-Roman, Irrlicht, Spuklicht, Rote Laterne, Urlaubsroman, Stefanie, Isola Bella, Joana, Bravo-Herzklopfen, Bravo-Girl, Geschichten aus dem Pfarrhaus, Heimat-Roman, Heimatliebe, Dr. Anders, Arzt-Roman, Chefarzt Dr. Holl, Dr. Stefan Frank, Jerry Cotton, Jerry Cotton Taschenbuch
Einer seiner größten Erfolge war die Mystery-Serie Tony Ballard, die er unter dem Pseudonym A. F. Morland geschrieben hat und bis 1990 im Bastei-Verlag erschienen ist. Trotz des Erfolges beschloss er, diese Serie mit Band 200 („Die Hölle stirbt“) zu beenden. Jahre später bezeichnete er diesen Schritt als einen großen Fehler. Ein Fortsetzungsroman von Tony Ballard erschien als Dämonen-Land Nr. 75 beim Bastei-Verlag.
Ab 2005 erschienen neue Abenteuer im Zaubermond-Verlag als Hardcover.
Eine Neuauflage der originalen Tony-Ballard-Hefte erschien ab 2006 bei Romantruhe, ebenso wie Taschenbücher mit neuen Abenteuern. 2022 wurde die Serie im Bastei-Verlag als Neuauflage des Gespenster-Krimi fortgesetzt.
Die Hörspiele zu Tony Ballard erscheinen bei Maritim und werden von DreamLand Productions (Thomas Birker) produziert. 
Sein Gesamtwerk wird bei der Edition Bärenklau publiziert und beläuft sich auf etwa 1450 Heftromane und 2000 Wahre Geschichten und Kurzromane.

## Werke (Auswahl)
- Tony Ballard 1–200 (sowie die Fortsetzungen in Buchform)
- Das Haus der toten Tante
- Haus der Verfluchten
- Das unheimliche Haus
- Im Abgrund der Angst
- Das grausame Geheimnis
- Die unheimliche Weissagung
- Die Geisterfrau
- Der Seelenkäufer
- Die unheimliche Krähe
- Das Alptraumschiff
- Diese stillen, schrecklichen Nächte
- Der geheimnisvolle Mörder
- Wo das Böse wohnt
- Blutiger Stundenplan (Jugendbuch)
- Im Schloss des Grauens (Jugendbuch)
- Elf Meter bis zum Knast (Jugendbuch)